# August Heeke

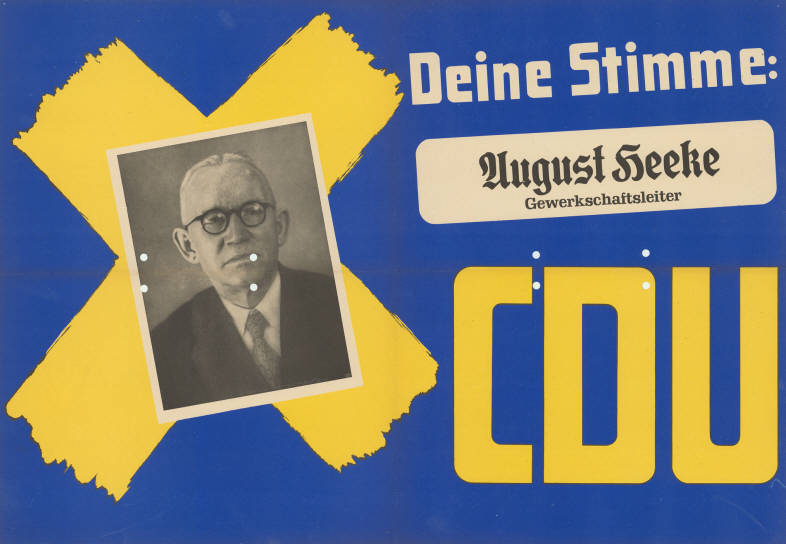
August Heeke auf einem Landtagswahlplakat 1950

August Heeke (* 29. April 1881 in Emsdetten; † 13. Mai 1964 in Niedermarsberg) war ein deutscher, christlicher Gewerkschafter und Politiker (Zentrum, CDU).

## Leben und Wirken
Heeke machte nach der Schule eine Lehre als Weber und war von 1895 bis 1911 Textilarbeiter. Heeke gründete 1903 die Ortsgruppe des christlichen Textilarbeiterverbandes in Emsdetten. Zwischen 1908 und 1911 hat er diese auch nebenamtlich geleitet.
Hauptberuflich war er von 1910 bis 1920 Gewerkschaftssekretär in Bocholt. Zwischen 1920 und 1933 war Heeke Bezirksleiter des Zentralverbandes Christlicher Textilarbeiter Deutschlands für die Provinz Westfalen. Außerdem war er Vorsitzender des Deutschen Gewerkschaftsbundes (dem Zusammenschluss der christlichen Gewerkschaften in der Weimarer Republik) für Westfalen.
Zwischen 1926 und 1928 war er Mitglied des Provinziallandtages für die Provinz Westfalen als Mitglied der Zentrumspartei. Außerdem war Heeke stellvertretendes Mitglied des Preußischen Staatsrates.
Unmittelbar nach dem Beginn der nationalsozialistischen Herrschaft wurde Heeke als angeblicher Staatsfeind aus allen beruflichen und ehrenamtlichen Tätigkeiten entlassen. Zwischen 1935 und 1946 arbeitete er als Handelsvertreter. Über Jakob Kaiser hatte er Kontakt zum Widerstand.
Nach dem Ende des Zweiten Weltkrieges war Heeke Mitbegründer des DGB sowie der Gewerkschaft Textil, Bekleidung und Leder im Münsterland und war seit 1946 Bezirksleiter der Gewerkschaft Textil für die Regierungsbezirke Münster und Arnsberg. Außerdem war Heeke stellvertretender Vorsitzender der Gewerkschaft Textil für die Britische Besatzungszone und Mitglied im Bundesbeirat des DGB in der Britischen Zone.
Heeke gehörte 1945 zu den Mitbegründern der CDP (wurde 1946 in CDU umbenannt) in Westfalen-Lippe und dem Kreis Steinfurt. Heeke war 1946 und 1947 Mitglied des 1. und 2. ernannten Landtags von Nordrhein-Westfalen sowie für den Wahlkreis 80 Steinfurt-Nord direktgewähltes Mitglied für die 1. und 2. Wahlperiode bis zum 4. Juli 1954.

## Ehrungen
- 1952: Verdienstkreuz der Bundesrepublik Deutschland
- Zur Würdigung seiner Verdienste wurde im Emsdetten eine Straße nach ihm benannt.